# Eugénie Grandet
Eugénie Grandet este un roman publicat pentru prima dată în 1833 de scriitorul francez Honoré de Balzac.